# Ragazza col volano
Ragazza col volano è un dipinto del pittore francese Jean-Baptiste-Siméon Chardin, conservato a Firenze, presso gli Uffizi.

## Storia e descrizione
Questo dipinto di Chardin arrivò agli Uffizi nel 1951, per acquisto, insieme al suo pendent, il Fanciullo col castello di carte. In origine i due dipinti erano nella collezione Pallavicino, a Rivalta Scrivia. Firmato in basso, al centro, Chardin, questo dipinto è una replica di quello, firmato e datato 1741 e presente nella collezione dei Rotschild di Parigi.
Dal 1737, Chardin cominciò ad esporre pitture di genere al Salon del Louvre. Era solito affermare: «Ci si serve dei colori, ma si dipinge con il sentimento». Nelle sue opere pittoriche - sospese nel silenzio e nell'attesa - era sempre attento al rapporto tra tonalità e colore e alle piccole variazioni degli effetti di luce. Pierre Rosenberg è considerato il maggior suo studioso.
Ai dipinti a soggetto storico, celebrativo e mitologico, egli preferiva scene d'interno, oppure oggetti di uso quotidiano, o gesti di persone comuni, elevati a materia di rappresentazione artistica, in particolare quelli di fanciulli della borghesia francese, che raffigurava in semplici attività di tutti i giorni o nel gioco, come in Bolle di sapone, in Ragazza col volano e in Bambino con la trottola. Nelle sue opere, sempre attento al rapporto tra tono e colore e alla minima variazione degli effetti di luce, l'artista riusciva sempre a trasmettere all'osservatore un'emozione, grazie alla straordinaria penetrazione psicologica e all'armoniosa perfezione tra forma pittorica e sentimento espresso.

## Esposizioni
- Europäische Rokoko, Monaco di Baviera, 1958
- Il ritratto francese da Clouet a Degas, Roma, 1962
- Pittura francese nelle collezioni pubbliche fiorentine, Firenze, 1977[2]
- Chardin: 1699-1779, Parigi, 1979[3]
- Chardin. Il pittore del silenzio, Ferrara-Madrid, 2010-1911[4]